# منقباد

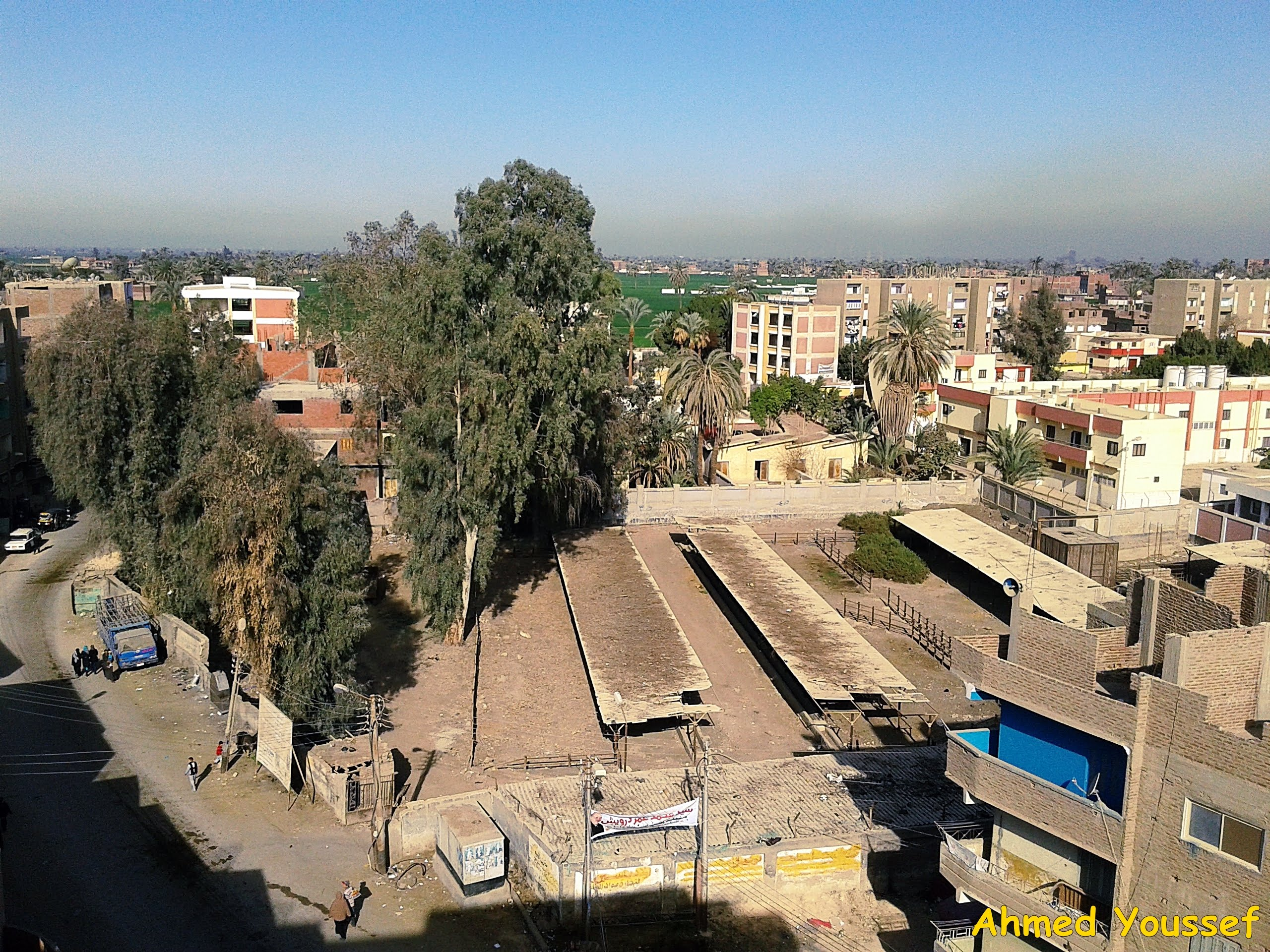
نمایی از روستای منقباد در استان اسیوط، مصر - ۲۰۱۵

منقباد یک روستا تابع بخش اسیوط در استان اسیوط در مصر است. طبق سرشماری سال ۲۰۰۶، جمعیت آن حوالی ۴۷۱۱۶ تن متشکل از ۲۴۴۸۵ مذکر و ۲۲۶۳۱ مؤنث بود. در این روستا منطقه جنوبی نظامی نیروهای مسلح مصر واقع شده است.
در سال ۱۹۶۵، تصادفاً اماکن تاریخی مرتبط با دوران مصر باستان پیدا شد و در پی آن در این مکان حفاری‌های گسترده‌تری در سال‌های ۱۹۷۶، ۱۹۸۴ و ۱۹۹۵ صورت گرفت که تعداد زیادی کلیسا و محل‌های عبادت مرتبط به قرن هفتم و هشتم میلادی کشف شد.